# Ritchie Valens
Ricardo Esteban 'Richard' Valenzuela Reyes, beter bekend als Ritchie Valens (Pacoima, Los Angeles, 13 mei 1941 - bij Clear Lake (Iowa), 3 februari 1959) was een Amerikaans rock-'n-roll-zanger, songwriter en gitarist die reeds aan het begin van zijn carrière op 17-jarige leeftijd om het leven kwam bij een vliegtuigongeluk, samen met collega-rockers Buddy Holly en The Big Bopper. De sterfdag van deze drie is bekend geworden als The day the music died.

## Biografie
Ritchie Valens werd geboren in het Californische Pacoima, een district van Los Angeles, uit ouders van Mexicaanse origine. Hij groeide op met de typisch Mexicaanse mariachimuziek, maar ontdekte al snel de Spaanse flamenco en de zwarte blues en r&b. Later kwam daar de toen alomtegenwoordige rock-'n-roll bij. Ritchie leerde gitaar en trompet spelen en werd autodidactisch drummer. Op zijn zestiende werd hij gitarist bij het lokale rockbandje The Silhouettes. 
In 1958, op 17-jarige leeftijd, kreeg hij zijn eerste platencontract aangeboden bij Del-Fi Records. Al snel bracht hij twee singles uit, Come On, Let's Go en Donna. Voor de B-kant van die laatste single bracht Valens een gitaarrockversie van het oude Mexicaanse volksliedje La Bamba, wat hem uiteindelijk zijn bekendste nummer zou opleveren. Deze vernieuwende stijl met Latijns-Amerikaanse invloeden werd Chicano rock gedoopt. Later zou deze muziek van grote invloed zijn op onder meer Carlos Santana.
Ritchie Valens vergaarde al snel beroemdheid en mocht optreden over heel de Verenigde Staten, onder meer met zijn grote voorbeelden Buddy Holly, Paul Anka, Chuck Berry, Bo Diddley, The Everly Brothers, Duane Eddy, Eddie Cochran en Jackie Wilson.
In de winter van 1959 toerde Valens met Buddy Holly en The Big Bopper door het Middenwesten van de VS. Na het optreden in Clear Lake, Iowa, op 2 februari 1959, vlogen de drie artiesten met een Beechcraft Bonanza vliegtuig dat Holly gecharterd had naar Fargo, North Dakota, de volgende stopplaats van de tournee. Het toestel belandde echter in een sneeuwstorm en stortte neer, waarbij alle inzittenden stierven. 3 februari 1959 ging de geschiedenis in als The Day the Music Died, een term die zanger Don McLean jaren later verzon voor zijn nummer American Pie, waarin hij hulde bracht aan de overleden rockgrootheden.

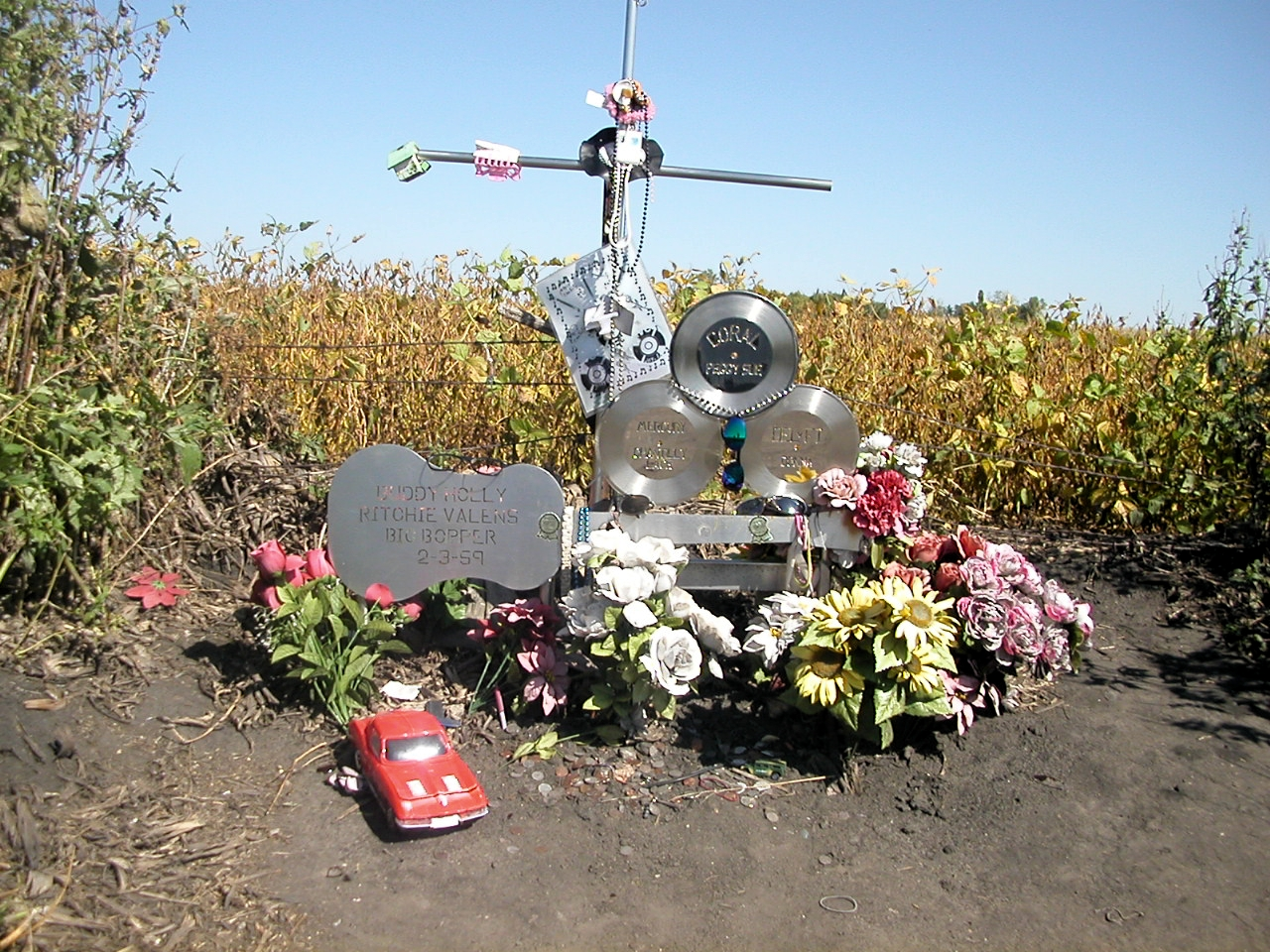
Monument voor Buddy Holly, Ritchie Valens en The Big Bopper in Iowa

In 1987 kwam de film La Bamba uit, die het levensverhaal van Ritchie Valens vertelde. De regie was in handen van Luis Valdez en Valens werd gestalte gegeven door de acteur Lou Diamond Phillips. De titelsong werd uitgevoerd door de groep Los Lobos, wat hen ook internationaal succes opleverde.
Hij werd opgenomen in de Hollywood Walk of Fame, de Rock and Roll Hall of Fame en Rockabilly Hall of Fame.

## NPO Radio 2 Top 2000
| Nummers met noteringen in de NPO Radio 2 Top 2000 | '99  | '00 | '01  | '02  | '03  | '04 | '05  | '06 | '07  |
| ------------------------------------------------- | ---- | --- | ---- | ---- | ---- | --- | ---- | --- | ---- |
| Donna                                             | 1253 | -   | 1843 | 1897 | 1563 | -   | 1887 | -   | 1903 |
| La Bamba                                          | 1059 | -   | 1881 | -    | 1763 | -   | -    | -   | -    |

1. ↑  Een '-' betekent dat het nummer niet was genoteerd en een vetgedrukt getal geeft de hoogste notering van een nummer aan.
2. ↑  Deze tabel is bijgewerkt tot en met de laatste editie (2024).

- Biblioteca Nacional de España: XX1093268
- Bibliothèque nationale de France: cb139006719 (data)
- Gemeinsame Normdatei: 118884220
- International Standard Name Identifier: 0000 0001 0844 7649
- Library of Congress Control Number: n88614899
- Nationale Bibliotheek van Letland: 000079066
- MusicBrainz: 5222714d-21ee-4061-87f7-c749f1586790
- National Archives and Records Administration: 10570726
- Nationale Bibliotheek van Tsjechië: xx0025456
- Nationale Bibliotheek van Israël: 987009461682505171
- Nederlandse Thesaurus van Auteursnamen: 101317670
- SNAC: w6fk073z
- Virtual International Authority File: 59271109
- WorldCat: E39PBJfRGQYJHGYxXhDTgjQKBP